# Carlos Arturo Gianantonio
Carlos Arturo Gianantonio (Martínez, 19 de agosto de 1926 - Buenos Aires, 21 de octubre de 1995) fue un médico pediatra e investigador científico argentino. Es reconocido por su aporte en la investigación del síndrome urémico hemolítico (SUH).
Sus principales inquietudes fueron la educación médica, la atención primaria de la salud y las enfermedades crónicas infantiles. Fue un médico humanista que hacía hincapié en la ética clínica, que puso el acento en los derechos del paciente y consideraba que había que tratarlos de una manera holística: «brindar la mejor atención médica posible a un individuo determinado dentro de un conjunto particular de circunstancias».
Cursó sus estudios secundarios en el Colegio Salesiano Santa Isabel de la localidad de San Isidro de donde egresó con Medalla de Oro en 1943. Luego ingresó a la Facultad de Medicina de la Universidad  de Buenos Aires, donde se especializó en pediatría en 1954, con un promedio final de notas de 9,25 (sobre un total de 10).
Realizó sus prácticas médicas en los hospitales de Clínicas, Pirovano, Argerich y Ricardo Gutiérrez. Obtuvo una beca de especialización para trabajar en el St. Christopher´s Hospital for Children de la Universidad de Temple de Estados Unidos bajo la dirección de Waldo Emerson Nelson (1898 - 1982), médico pionero en la pediatría de Estados Unidos, que años después diría: «Durante su residencia, yo le enseñé a Gianantonio; desde entonces, Gianantonio siempre me enseñó a mí».
De regreso a la Argentina introdujo en el sistema médico innovaciones como la exploración renal, la evaluación electrolítica, la hidratación intravenosa (en reemplazo de la subcutánea) y sistemas de capacitación y estudio cooperativos; en 1958 creó en el Hospital de Niños de Buenos Aires la primera residencia pediátrica de Argentina.
Fue director del Hospital de niños Ricardo Gutiérrez hasta 1977 cuando presentó su renuncia debido a una persecución política gestada por el intendente Osvaldo Cacciatore que impuso como director al doctor Rothberg. Creó un Comité de ética en el Departamento de Pediatría del Hospital Italiano que fue modelo para otras instituciones médicas.
En cuanto a su labor docente y de investigación, el doctor Gianantonio formó a varias promociones de residentes, dirigió numerosos trabajos científicos y publicó artículos sobre diferentes especialidades de la medicina: reumatología, nefrología, infectología, metabolismo y nutrición, crecimiento y desarrollo, entre otras. Trabajó en el Consejo Nacional de Investigaciones Científicas y Técnicas (CONICET) entre 1958 y 1970 con el cargo de investigador científico principal. En 1987 la Facultad de Medicina de la UBA lo nombró Profesor Honorario.
Fue miembro fundador en 1959 del Subcomité de Residencias Médicas de la Asociación Médica Argentina; en 1962 fue miembro fundador de la Sociedad Latinoamericana de Investigación Pediátrica y su presidente en el periodo 1962-1964; vicepresidente de la Asociación Latinoamericana de Nefrología Pediátrica desde 1981 a 1984 cuando reemplazó en su cargo al presidente, doctor Gustavo Gordillo de México; presidente de la Sociedad Argentina de Pediatría entre 1984 y 1987; en 1989 fue nombrado miembro titular de la Academia Nacional de Medicina; además fue miembro de varias academias y asociaciones internacionales, de Estados Unidos y de países latinoamericanos.
En 1960, durante la presidencia de Arturo Frondizi, participó activamente en la creación del Instituto Pediátrico Social del Noroeste, en la provincia de Santiago del Estero, pero los cambios en el gobierno determinaron su cierre. Fundó en 1979 la Asociación para el Futuro del Niño (FUNI), asociación civil sin fines de lucro cuyo objetivo es colaborar con médicos pediatras, apoyar la educación médica e incentivar la investigación médica.

(...) de confundirse buena y moderna medicina con medicina de alto costo podrá precipitarse una grave crisis. No sólo material sino moral, al fracturarse los mecanismos existentes para brindar atención pediátrica a toda la población infantil.
 Gianantonio, Carlos A.

## Síndrome urémico hemolítico
En 1964 describió los primeros casos del síndrome urémico hemolítico (SUH) en Argentina, cuadro que había sido descripto por primera vez en 1955 por el médico suizo Conrad Gasser sobre la base de la sintomatología de una muestra de unos pocos pacientes. Ese mismo año Gianantonio publicó en el Journal of Pediatrics los primeros trabajos, realizados en colaboración con colegas pediatras. 
En sus primeros años en el Hospital de Niños Ricardo Gutiérrez de Buenos Aires, Gianantonio se concentró en la población infantil para documentar los síntomas, que era la franja etaria en la que más casos se presentaba el síndrome. Durante seis años, desde 1957 hasta 1963, reunió datos de cincuenta y ocho casos. 
En 1966 presentó un artículo científico acerca del SUH en el Tercer Congreso Internacional de Nefrología en Washington D. C.. Gianantonio demostró que el síndrome urémico hemolítico es un trastorno del aparato circulatorio y no una enfermedad del riñón, que es solo uno de los órganos involucrados. 
En 1982 recopiló los datos de dieciséis centros de Nefrología, dando como resultado estadístico la disminución progresiva de la mortalidad, atribuida a la introducción de la diálisis peritoneal; sin embargo se registró un aumento de la incidencia. 
En otros países se producían brotes epidémicos, pero en la Argentina el SUH se presentaba de forma endémica y la incidencia era mayor.

## Reconocimientos
- El 19 de agosto, día de su nacimiento, fue declarado por el Congreso de la Nación «Día Nacional de la Lucha contra el Síndrome Urémico Hemolítico» (Ley 26926 de 2013),[11] como reconocimiento a su labor pionera relacionada con el síndrome urémico hemolítico.[12]
- Se han designado diversos espacios con su nombre: el Hospital Materno Infantil en San Isidro; el Centro de Docencia y Capacitación Pediátrica y el Salón Auditorio de la Sociedad Argentina de Pediatría;[13] la Fundación Carlos Gianantonio del Hospital Italiano; Plaza de los Niños Dr. Carlos Arturo Gianantonio, en inmediaciones de la estación Villa Pueyrredón del Ferrocarril Mitre.
- En 2002 el Correo Oficial de la República Argentina emitió una serie de sellos postales conmemorando a los médicos argentinos Salvador Mazza, Cosme Mariano Argerich, José María Ramos Mejía y Carlos Arturo Gianantonio.
- El doctor Daniel Gril, médico pediatra y neonatólogo escribió en 1997 el libro homenaje El mejor de los nuestros: recordando a Carlos A. Gianantonio.[14]
- 1993 - Premio Konex en el rubro Medicina Interna y Especialidades Médicas.[1]
- 1986 - Ciudadano Ilustre de la Ciudad de Buenos Aires.
- 1953 - Premio quinquenal «Guillermina de Oliveira Cézar de Wilde» al mejor estudiante de Medicina de Buenos Aires.

El hospital materno infantil de San Isidro lleva su nombre en conmemoración